# Ангел Севера
«Ангел Севера» (англ. Angel of the North) — скульптура, созданная Энтони Гормли и установленная в Гейтсхеде, Англия.
«Ангел Севера» представляет собой стальную скульптуру высотой 20 метров, с размахом крыльев 54 метра и весом 208 тонн, что больше, чем Статуя Свободы. Считается самым большим изваянием ангела в мире. Крылья скульптуры наклонены под углом 3,5 градуса вперёд, Энтони Гормлей заявил, что он хотел создать «ощущение объятий». Ангел стоит на холме, возвышаясь над дорогой A1 и дорогой A167 в Тайнесайде.

## Сооружение
Работа по подготовке проекта началась в 1994 году, общая стоимость приблизилась к 1 миллиону фунтов стерлингов. Большую часть финансирования проекта взяла на себя Национальная лотерея.
В связи со своим расположением скульптура должна выдерживать ветер свыше 160 км/ч. Было использовано 165 тонн бетона, чтобы создать свайный фундамент, который закрепляет 20-метровую скульптуру в грунте.
Строительство Ангела было завершено к 16 февраля 1998 года. Когда он был установлен, Ангел Севера вызвал споры среди местных жителей и в британских газетах, но сейчас рассматривается как достопримечательность Северо-Восточной Англии.
Народное название скульптуры, «Гейтсхедский эксгибиционист» (The Gateshead Flasher), появилось благодаря характерной позе и агрессивному контрасту с окружающей местностью.

## Фотогалерея
- Ангел Севера
- Ангел Севера — вид спереди
- Ангел Севера вечером
- Художественный снимок Ангела Севера